# Tavigliano
Tavigliano là một đô thị ở tỉnh Biella vùng Piedmont của nước Ý, có vị trí cách khoảng 70 km về phía đông bắc của of Torino và khoảng 6 km về phía bắc của of Biella. Tại thời điểm ngày 31 tháng 12 năm 2004, đô thị này có dân số 953 người và diện tích là 10,9 km².
Tavigliano giáp các đô thị: Andorno Micca, Bioglio, Callabiana, Pettinengo, Piedicavallo, Rassa, Sagliano Micca, Selve Marcone, Veglio.